# Ghighinți, Pernik
Ghighinți (în bulgară Гигинци) este un sat în comuna Breznik, regiunea Pernik,  Bulgaria. 

## Demografie
Componența etnică a satului Ghighinți
     Bulgari (94,11%)
     Nicio identificare (5,88%)
     Altele (0%)
La recensământul din 2011, populația satului Ghighinți era de 136 locuitori. Din punct de vedere etnic, majoritatea locuitorilor (94,11%) erau bulgari. Pentru 5,88% din locuitori nu este cunoscută apartenența etnică.